# Alexander Montgomerie (9e comte d'Eglinton)
Pour les articles homonymes, voir Alexander Montgomerie et Montgomerie.
Alexander Seton Montgomerie, 9e comte d'Eglinton (c. 1660-18 février 1729) est un pair écossais.

## Biographie
Il est né vers 1660, fils aîné d’Alexander, 8e comte d’Eglinton et Lady Elizabeth Crichton, fille aînée de William, 2e comte de Dumfries. À la mort de son grand-père, Hugh, en 1669, il est pris en pension par Matthew Fleming, ministre de Culross, dans le Perthshire, qui dirige son éducation à l'école de Culross jusqu'en 1673, date à laquelle il est envoyé à l'université de St Andrews, où il reste jusqu'à Lammas 1676. Quelques mois après avoir quitté l'université, il épouse Lady Margaret Cochrane, fille aînée de William Cochrane, Lord Cochrane, fils de William Cochrane (1er comte de Dundonald), à cette occasion, son père lui cède les domaines d'Eglinton.
Après la révolution, il est choisi comme conseiller privé par Guillaume III d'Orange-Nassau et comme lord-commissaire du trésor. En 1700, il obtient du roi une lettre lui demandant de siéger et de voter au Parlement d'Écosse à la place du grand trésorier.
Il succède à son père en 1701. Lors de l'accession au trône de la reine Anne en 1702, Eglinton est choisi comme conseiller privé et en 1711, il est nommé l'un des commissaires pour le poste de chambellan.
En 1710 et à nouveau en 1713, il est élu l'un des pairs représentants écossais. Lockhart, qui est son gendre, déclare que lorsqu'il a lui-même proposé de présenter un projet de loi visant à rétablir les revenus des évêques en Écosse et à les appliquer au clergé épiscopal, Eglinton donne son soutien à la mesure, et assure Reine Anne que les presbytériens ne s'y opposeraient pas activement.
Lockhart affirme qu'Eglinton s'est enfin professé jacobite et lui a promis trois mille guinées « pour aider le prétendant dans sa restauration. » Wodrow raconte également que peu de temps avant la rébellion de 1715, Eglinton se trouvait à une réunion des jacobites où se préparait la rébellion et entendait toutes leurs propositions ». Néanmoins, pendant la crise, il lève des troupes, avec lesquelles il rejoint le 22 août les comtes de Kilmarnock et de Glasgow et Lord Semple à Irvine pour soutenir le gouvernement.
Il meurt subitement à Eglinton le 18 février 1729. Son fils, Alexander Montgomerie (10e comte d'Eglinton), lui succède.

## Famille

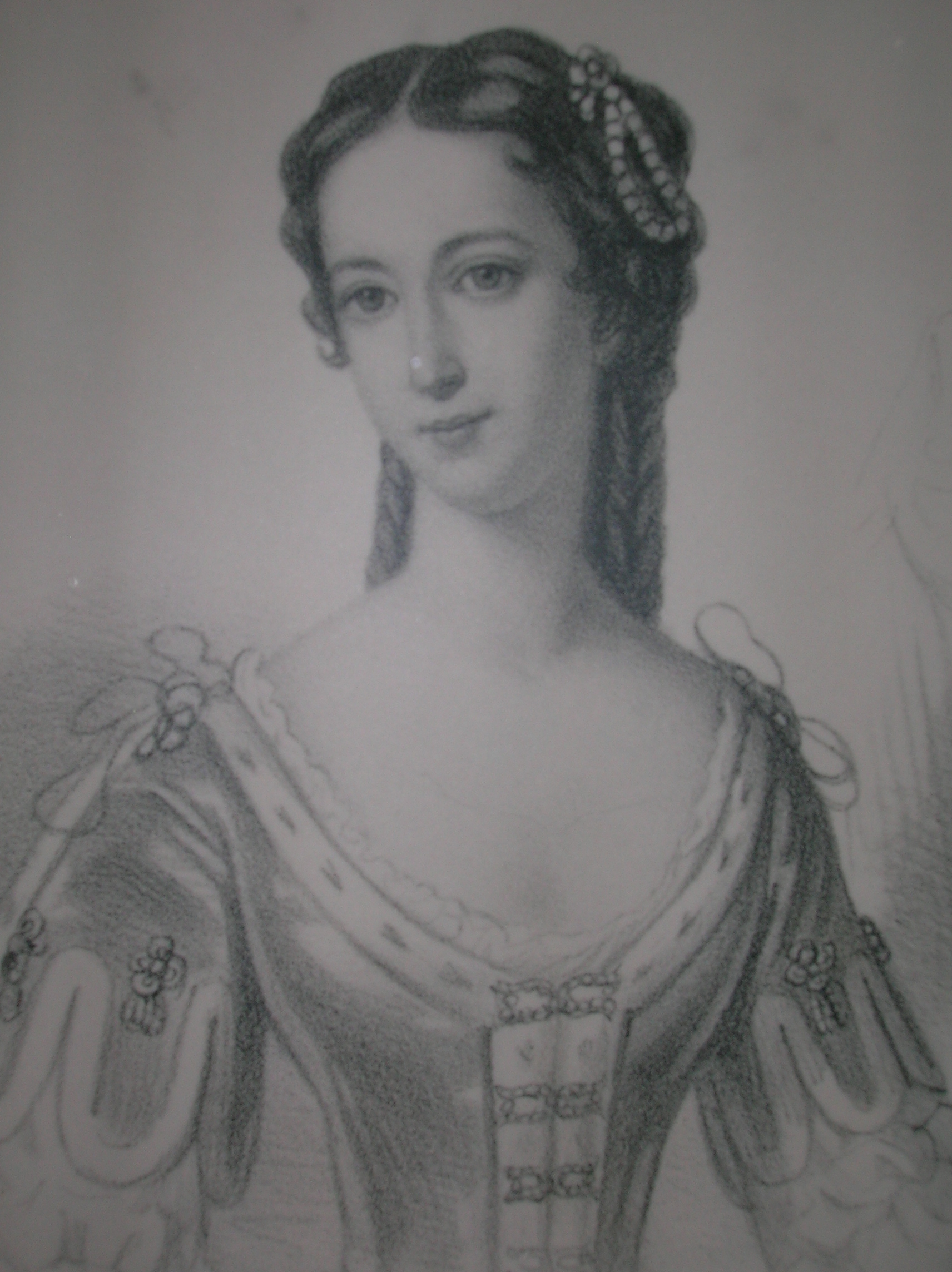
Susanna Montgomery, troisième épouse du 9e comte

Eglinton se marie trois fois. Par sa première femme, Margaret Cochrane, il a trois fils et six filles :
- Hugh, Lord Montgomerie, est décédé en 1696;
- Alexandre, est mort jeune;
- John, est mort jeune;
- Catherine, mariée à James, cinquième comte de Galloway;
- Elizabeth, est morte jeune;
- Jean, est mort jeune;
- Euphemia, mariée à George Lockhart (en) de Carnwath;
- Grace, mariée à Robert Dalzell (5e comte de Carnwath) (en) ;
- Jean, mariée à Alexander Maxwell de Monreith, Wigtownshire.

Par sa seconde épouse, Anne Gordon, fille de George Gordon, il a une fille, Mary, mariée à David Cuningham de Milncraig, Ayrshire, une beauté célèbre, dont les charmes sont chantés par Hamilton of Bangour.
Par sa troisième épouse, Susanna, fille de Archibald Kennedy, 1er baronnet de Culzean, Ayrshire, il a trois fils et huit filles :
- James, Lord Montgomerie, est mort jeune;
- Alexander Montgomerie (10e comte d'Eglinton);
- Archibald Montgomerie (11e comte d'Eglinton) ;
- Elizabeth, mariée à John Cunningham de Capringham;
- Helen, mariée à Francis Stuart de Pittendriech, troisième fils de James Stuart (8e comte de Moray);
- Susanna, mariée à John Renton de Lamberton;
- Margaret, mariée à Alexander MacDonald of Sleat, 7e baronnet;
- Frances, célibataire;
- Christian, marié à James Moray d'Abercairney;
- Grace, mariée à Charles Byrne, un cornet dans les dragons d'Eland;
- Charlotte, est morte jeune.